# Ånnsjön
Ånnsjön este o arie protejată (arie specială de conservare — SAC, sit de importanță comunitară — SCI, arie de protecție specială avifaunistică — SPA) din Suedia întinsă pe o suprafață de 8.950,7 ha, integral pe uscat.

## Localizare
Centrul sitului Ånnsjön este situat la coordonatele 63°16′25″N 12°32′21″E / 63.2737°N 12.5391°E.

## Înființare
Situl Ånnsjön a fost declarat sit de importanță comunitară în mai 2001 pentru a proteja 29 de specii de animale. Alte tipuri de protecție:
- arie de protecție specială avifaunistică (în mai 2001)[2]
- arie specială de conservare (în decembrie 2009)[1][3][4]

## Biodiversitate
Situată în ecoregiunea alpină, aria protejată conține 14 habitate naturale: Pășuni din zone de pădure fino-scandinave, Păduri aluvionare cu Alnus glutinosa și Fraxinus excelsior (Alno-Padion, Alnion incanae, Salicion albae), Pajiști aluvionare boreale nordice, Mlaștini turboase de tranziție și turbării mișcătoare, Turbării Aapa, Ape stătătoare oligotrofe până la mezotrofe, cu vegetație de Littorelletea uniflorae și/sau de Isoëto-Nanojuncetea, Râuri naturale fino-scandinave, Mlaștini împădurite, Râuri de munte și vegetația erbacee de pe malurile acestora, Lacuri și iazuri distrofice naturale, Păduri caducifoliate de mlaștină fino-scandinave, Turbării de acoperire (* exclusiv pentru turbării active), Taiga vestică, Cursuri de apă de la nivel de câmpie la nivel montan, cu vegetație Ranunculion fluitantis și Callitricho-Batrachion.
La baza desemnării sitului se află mai multe specii protejate:
- păsări (28): minunița (Aegolius funereus), ciuf de câmp (Asio flammeus), cocoșul de mesteacăn (Bonasa bonasia), erete de stuf (Circus aeruginosus), erete vânăt (Circus cyaneus), lebădă de iarnă (Cygnus cygnus), ciocănitoare neagră (Dryocopus martius), șoim de iarnă (Falco columbarius), Gallinago media, cufundar polar (Gavia arctica), cufundar mic (Gavia stellata), cocor (Grus grus), pescăruș mic (Larus minutus), sitar de mal nordic (Limosa lapponica), gușă albastră (Luscinia svecica), vultur pescar (Pandion haliaetus), notatița cu ciocul subțire (Phalaropus lobatus), bătăuș (Philomachus pugnax), ciocănitoare de munte (Picoides tridactylus), ciocănitoare verzuie (Picus canus), ploier auriu (Pluvialis apricaria), corcodel-urechiat (Podiceps auritus), cresteț pestriț (Porzana porzana), Sterna paradisaea, Surnia ulula, cocoșul de mesteacăn (Tetrao tetrix tetrix),  cocoș de munte (Tetrao urogallus), fluierar de mlaștină (Tringa glareola)
- mamifere (1): vidră de râu (Lutra lutra)